# NGC 1924
NGC 1924 è una galassia a spirale barrata situata nella costellazione di Orione, a una distanza di circa 124 milioni di anni luce dalla nostra Via Lattea.

## Scoperta
La galassia è stata scoperta il 5 ottobre 1785 dall'astronomo britannico di origine tedesca William Herschel.

## Descrizione
NGC 1924 ha una classe di luminosità II-III e presenta una larga riga a 21 cm dell'idrogeno neutro.
Nella galassia sono presenti anche regioni di idrogeno ionizzato.